# 1536
| 1536               |
| ------------------ |
| Dødsfald - Fødsler |
| • Begivenheder     |

| Gregoriansk kalender | 1536 MDXXXVI            |
| Ab urbe condita      | 2289                    |
| Armensk kalender     | 985 ԹՎ ՋՁԵ              |
| Kinesiske kalender   | 4232 – 4233 乙未 – 丙申 |
| Etiopisk kalender    | 1528 – 1529             |
| Jødisk kalender      | 5296 – 5297             |
| Hindukalendere       |                         |
| - Vikram Samvat      | 1591 – 1592             |
| - Shaka Samvat       | 1458 – 1459             |
| - Kali Yuga          | 4637 – 4638             |
| Iransk kalender      | 914 – 915               |
| Islamisk kalender    | 943 – 944               |

Konge i Danmark: Christian 3. 1534-1559
Se også 1536 (tal)

## Begivenheder

### Januar
- 24. januar - i en ridderturnering i Greenwith bliver Henrik 8. hårdt såret

### Maj
- 15. maj - Henrik VIII's hustru, den engelske dronning Anne Boleyn, anklages under en retssag for forræderi, utroskab og incest; hun dømmes til døden
- 30. maj - Henrik 8. af England gifter sig med Jane Seymour, en kammerpige til hans to første hustruer, kun 11 dage efter henrettelsen af hans tidligere hustru, Anne Boleyn

### Juli
- 28. juli - København overgiver sig til Christian 3. under Grevens Fejde

### August
- 6. august - Christian 3. holder sit indtog i København og står dermed som sejrherre i borgerkrigen Grevens Fejde

### September
- 9. september - Bondeføreren Skipper Clement henrettes ved Viborg Landsting på grund af sin rolle under Grevens fejde

### Oktober
- 15. oktober - på en rigsdag i København vedtager kong Christian 3. en håndfæstning. Adelen bevarer hals- og håndsret over fæstebønderne
- 30. oktober - ved et rigsdagsmøde efter afslutningen af Grevens fejde fastslås det, at Danmark fortsat skal være et valgrige, og efter fængslingen af biskopperne er den protestantiske reformation en realitet. Samtidig gøres Norge til en del af Danmark.

### Udateret
- Christian III gennemfører reformationen, og alt kirkegods inddrages.
- Efter faderens sejr i "Grevens Fejde" blev Frederik (senere Frederik 2.) valgt som tronfølger med titel af prins af Danmark.
- Der udbryder omfattende bondeoprør i Yorkshire, fordi bønderne på den konfiskerede kirkejord frygter at miste jorder.

## Dødsfald
- 6. januar – Baldassarre Peruzzi, italiensk maler og arkitekt (født 1481).
- 19. maj – Anne Boleyn, Henrik 8.s anden kone og mor til den senere Elizabeth 1. (henrettet ved halshugning for blodskam og utroskab; skyldspørgsmålet er aldrig afklaret).
- 12. juli – Erasmus af Rotterdam, nederlandsk teolog, filolog og filosof (død i Basel).
- 9. september – Skipper Clement, dansk viceadmiral og senere oprører (henrettet i Viborg) (født 1485).

## Musik
- Venedig bliver ledende musikby i Europa.